# Oronne
Oronne – wieś sołecka w Polsce położona w województwie mazowieckim, w powiecie garwolińskim, w gminie Maciejowice.
Główna oś wsi ciągnie się wzdłuż rzeki Okrzejki. Na południe od obszaru zabudowy, na terenie lasów należących do wsi leży rezerwat przyrody Torfy Orońskie.
Wierni Kościoła rzymskokatolickiego należą do parafii Wniebowzięcia Najświętszej Maryi Panny w Maciejowicach.

## Historia
W pobliżu wsi odkryto kilkanaście obiektów archeologicznych o różnej chronologii: kultury łużyckiej, kultury przeworskiej, zabytki wiązane z okresem wpływów rzymskich (klucz, przęślik), datowane na okres średniowieczny i późniejsze.
Najciekawszym znaleziskiem jest bita w Aleksandrii, w latach 296-297 n.e., moneta brązowa (follis).
Wieś Oronne istniała już w XVI wieku i wchodziła w skład dóbr maciejowickich. W dolinie Okrzejki i na polach wokół niej 10 października 1794 roku polskie wojska powstańcze pod wodzą Tadeusza Kościuszki i Karola Kniaziewicza stoczyły bitwę z oddziałami rosyjskim znaną w historii pod nazwą bitwy pod Maciejowicami.
W latach 1975–1998 miejscowość administracyjnie należała do województwa siedleckiego.